# David O. Russell
David O. Russel (født 20. august 1958 i New York City) er en amerikansk filminstruktør og manuskriptforfatter. 
Russel begyndte karrieren sin med indenpendantfilm som Spanking the Monkey (1994) og Flirting with Disaster (1996), om en neurotisk mand (Ben Stiller) som forsøger at finde sine biologiske forældre. Senere hen fik han succes med Three Kings (1999). Han har også instrueret I Heart Huckabees (2004), og den Oscar-nominerede The Fighter (2010). Sidstnævnte blev nomineret til syv priser, inklusive bedste instruktør.

## Filmografi
- Flirting with Disaster (1996)
- Three Kings (1999)
- I Heart Hickabees (2004)
- The Fighter (2010)
- Nailed (2011)
- Silver Linings Playbook (2012)